# Armadale (West Lothian)
Armadale is een plaats in het Schotse graafschap West Lothian. Het ligt ten westen van Bathgate en ten oosten van Blackridge. Armadale heeft ongeveer 12.000 inwoners. Het is een voormalig mijnbouwdorp en stond ook bekend om de fabrieken voor bakstenen. Het is vernoemd naar Armadale in Sutherland.

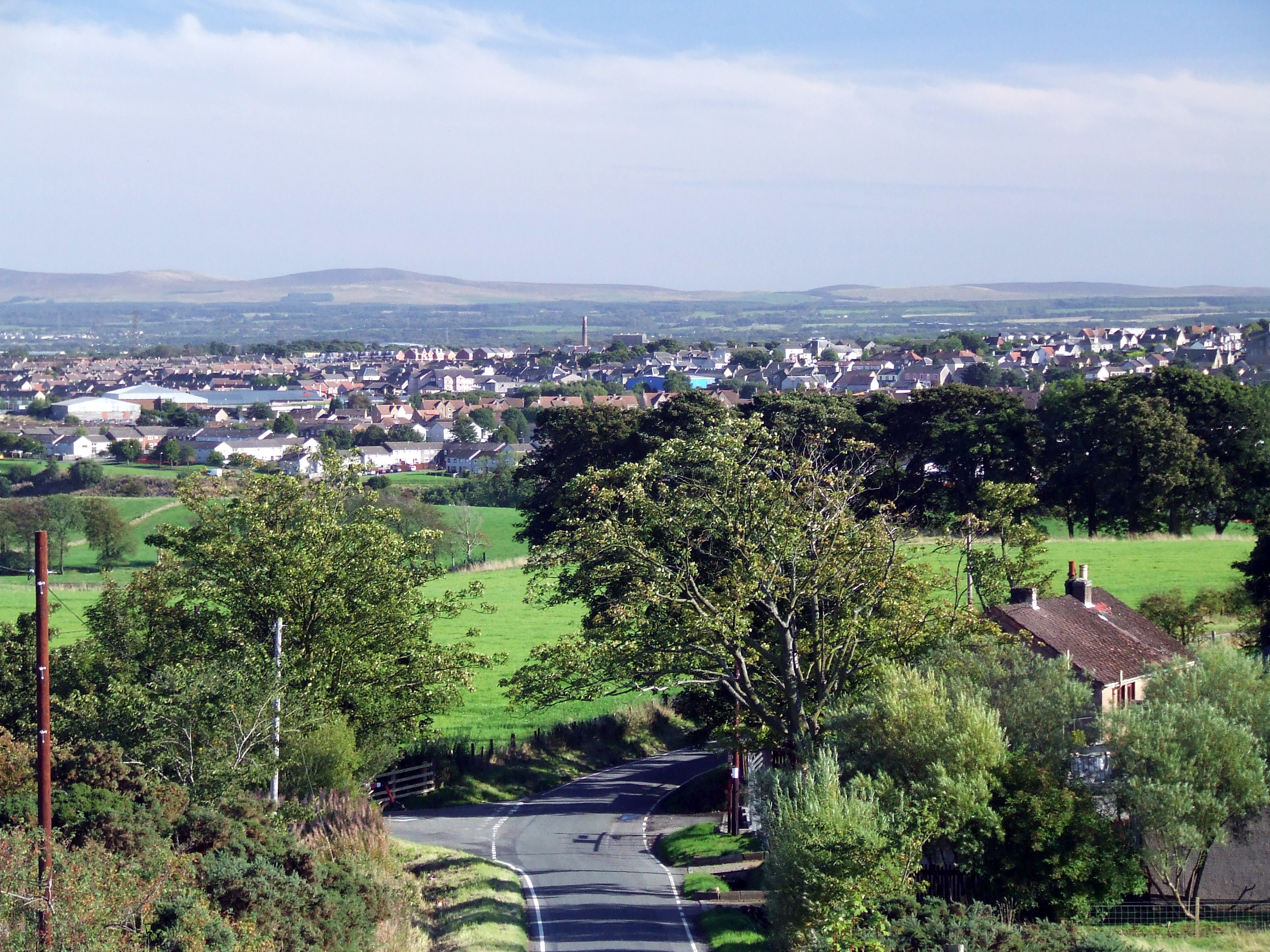
Armadale